# Bach von der Dickhecke
Der Bach von der Dickhecke ist ein knapp zwei Kilometer langer rechter und südöstlicher Zufluss des Osterbaches im Odenwald, der im hessischen Odenwaldkreis verläuft.

## Geographie

### Verlauf
Der Bach von der Dickhecke entspringt im Odenwald in der Dickhecke, einem kleinen Mischwald östlich von Fürth-Weschnitz unterhalb der Wegscheide. 
Er fließt zunächst in nördlicher Richtung durch das Waldgebiet. Nach dem Verlassen des Waldes wechselt er seine Richtung und fließt nun durch Grünlandschaft nach Nordwesten. Bei Reichelsheim-Ober-Ostern mündet er schließlich östlich der Ostertalstraße in den Osterbach, der zu dem Zeitpunkt auch noch keine deutlich höhere Wasserführung aufweist.

### Flusssystem Gersprenz
- Fließgewässer im Flusssystem Gersprenz

## Naturschutz
Der Bachlauf und beidseitig je 10 Meter Seitenstreifen sind Teil des Natura2000-Schutzgebiets „Oberläufe der Gersprenz“ (FFH-Gebiet DE 6319-302).